# 東北方面警務隊
東北方面警務隊（とうほくほうめんけいむたい、JGSDF North Eastern Army Military police Group）は、陸上自衛隊仙台駐屯地（宮城県仙台市宮城野区）に駐屯する警務隊隷下の警務科部隊である。

## 概要
隊長は1等陸佐（二）が充てられ、方面隊管内を地区警務隊単位に区分し、そこから更に派遣隊およびその連絡班として分派され、警務職務を任務とする。

## 沿革
- 1960年（昭和35年）1月14日：方面管区制施行により、東北方面警務隊が仙台駐屯地において編成完結。

※編成（本部・第359・第363・第364・第365・第370・第372・第382各警務隊）
- 1973年（昭和48年）3月27日：警務隊改編（駐屯地警務隊を廃止し、師団警備地域に対応する地区警務隊に改編）。

1. 第109地区警務隊（第9師団：青森）・第110地区警務隊（第6師団：神町）が新編。
2. 第359・第363・第364・第365・第370・第372・第382各警務隊が廃止。

- 2008年（平成20年）3月26日：警務隊改編。

1. 第109・第110地区警務隊を廃止し、第123（青森）・第124（神町）地区警務隊に改編。
2. 東北方面総監直轄部隊たる第305保安中隊を第305保安警務中隊として編合。

## 部隊編成
- 東北方面警務隊本部（仙台駐屯地）
- 第123地区警務隊「123警」（青森駐屯地）：第9師団（青森県・秋田県および岩手県）管内を担当。
- 第124地区警務隊「124警」（神町駐屯地）：第6師団（山形県・宮城県および福島県）管内を担当。
- 第305保安警務中隊「305保警」（仙台駐屯地）

## 主要幹部
| 官職名           | 階級          | 氏名     | 補職発令日     | 前職                                 |
| ---------------- | ------------- | -------- | -------------- | ------------------------------------ |
| 東北方面警務隊長 | 1等陸佐（二） | 佐藤雅之 | 2024年03月18日 | 東部方面総監部防衛部防衛課陸上連絡官 |

| 代 | 氏名                 | 在職期間                                                    | 前職                                  | 後職                                              |
| -- | -------------------- | ----------------------------------------------------------- | ------------------------------------- | ------------------------------------------------- |
| 01 | 宮原逸朗 （2等陸佐） | 1960年01月14日 - 1961年03月15日                             |                                       | 東部方面警務隊副隊長                              |
| 02 | 有元倭夫 （2等陸佐） | 1961年03月16日 - 1964年07月15日                             | 第102地区警務隊長                     | 陸上自衛隊業務学校                                |
| 03 | 三浦良雄 （3等陸佐） | 1964年07月16日 - 1965年03月15日                             | 東北方面警務隊副隊長                  | 東北方面警務隊本部付                              |
| 04 | 西角肇 （3等陸佐）   | 1965年03月16日 - 1967年07月16日 ※1966年01月01日 2等陸佐昇任 | 第103地区警務隊長 （3等陸佐）         | 東部方面警務隊長                                  |
| 05 | 奥山利男             | 1967年07月17日 - 1973年07月15日 ※1971年07月01日 1等陸佐昇任 | 北部方面総監部勤務 （2等陸佐）        | 警務隊本部勤務                                    |
| 06 | 岡田高嗣             | 1973年07月16日 - 1975年07月15日 ※1974年07月01日 1等陸佐昇任 | 東北方面警務隊副隊長 （2等陸佐）      | 東北方面総監部警務課長                            |
| 07 | 木幡雄幸             | 1975年07月16日 - 1977年07月31日                             | 陸上幕僚監部警務課警務班長            | 警務隊副隊長                                      |
| 08 | 渡邉保博             | 1977年08月01日 - 1979年07月31日 ※1978年07月01日 1等陸佐昇任 | 第102地区警務隊長                     | 陸上幕僚監部人事部警務課 警務班長                 |
| 09 | 塚由忠夫             | 1979年08月01日 - 1982年03月15日                             | 陸上自衛隊業務学校勤務                | 中部方面警務隊長                                  |
| 10 | 功刀保孝             | 1982年03月16日 - 1983年07月31日                             | 東北方面警務隊副隊長                  | 警務隊本部勤務                                    |
| 11 | 遠藤圀雄             | 1983年08月01日 - 1986年07月31日 ※1984年07月01日 1等陸佐昇任 | 中部方面警務隊副隊長 （2等陸佐）      | 警務隊本部勤務                                    |
| 12 | 谷村雅巳             | 1986年08月01日 - 1988年03月15日                             | 中部方面総監部総務部法務課長          | 陸上自衛隊業務学校学校教官                        |
| 13 | 伊藤吉三郎           | 1988年03月16日 - 1989年06月29日                             | 警務隊本部捜査科長                    | 退職                                              |
| 14 | 乗安充和             | 1989年06月29日 - 1992年03月15日 ※1989年07月01日 1等陸佐昇任 | 北部方面警務隊副隊長 （2等陸佐）      | 第2師団司令部監察官                               |
| 15 | 鈴谷宏隆             | 1992年03月16日 - 1995年07月31日                             | 警務隊本部捜査科長                    | 西部方面警務隊長                                  |
| 16 | 丸田清次郎           | 1995年08月01日 - 1999年07月31日                             | 警務隊本部企画訓練科長                | 檜町警備隊長                                      |
| 17 | 奥松勉               | 1999年08月01日 - 2001年03月31日                             | 東北方面総監部人事部厚生課長          | 東部方面警務隊長                                  |
| 18 | 棗慶三               | 2001年04月01日 - 2004年07月31日                             | 西部方面総監部調査部資料課長          | 警務隊（健軍）勤務                                |
| 19 | 貫里富夫             | 2004年08月01日 - 2006年08月03日                             | 警務隊本部企画訓練科長                |                                                   |
| 20 | 清野純一             | 2006年08月04日 - 2008年11月30日                             | 陸上自衛隊研究本部企画調整官          | 統合幕僚学校教育課第1教官室 学校教官              |
| 21 | 堀国秀               | 2008年12月01日 - 2011年11月30日                             | 警務隊本部捜査科長                    | 中央警務隊長                                      |
| 22 | 大西延昌             | 2011年12月01日 - 2014年03月22日                             | 陸上自衛隊研究本部研究員              | 中央警務隊長                                      |
| 23 | 松下重美             | 2014年03月23日 - 2015年11月30日                             | 中央警務隊長                          | 警務隊本部付                                      |
| 24 | 山本健               | 2015年12月01日 - 2018年03月22日                             | 陸上自衛隊小平学校主任教官            | 統合幕僚学校国際平和協力センター 研究室主任研究官 |
| 25 | 井門秀治             | 2018年03月23日 - 2020年03月15日                             | 警務隊本部勤務                        | 東北方面総監部人事部人事課長                      |
| 26 | 山本晋三             | 2020年03月16日 - 2021年11月30日                             | 情報本部勤務                          | 陸上自衛隊小平学校警務科部長                      |
| 27 | 五箇久義             | 2021年12月01日 - 2024年03月17日                             | 陸上幕僚監部副警務管理官              | 北部方面警務隊長                                  |
| 28 | 佐藤雅之             | 2024年03月18日 -                                            | 東部方面総監部防衛部防衛課 陸上連絡官 |                                                   |

## 主要装備
- 73式小型トラック / 1/2tトラック
- 73式中型トラック / 1 1/2tトラック
- 業務車4号
- 乗用車 (陸上自衛隊用)（覆面パトカー型）
- 業務トラック
- ホンダ・VFR40
- ホンダ・CB400SF
- 64式7.62mm小銃
- 9mm拳銃